# Stûv
 (janvier 2024).
Stûv est une entreprise qui conçoit, fabrique et commercialise des systèmes de chauffage individuels au bois et au pellet.
Fondée en 1983 par Gérard Pitance et Benoît Lafontaine, elle produit des poêles à bois, des poêles à pellets, des inserts à bois et cheminées.
Son siège social est situé à Bois-de-Villers, dans la province de Namur (Belgique). Elle compte deux autres sites de production à Floreffe et Thuin. Stûv est également présente depuis 2016 sur le marché américain sous le nom de Stûv America, avec une usine de fabrication implantée à Bromont, Québec (Canada),,.
En 2023, Stûv emploie 140 travailleurs et génère un chiffre d’affaires estimé à 40 millions d’euros, auxquels s’ajoutent les 15 millions générés par sa filiale Stûv America.

## Histoire
La marque Stûv, fabriquée et commercialisée à ses origines par le bureau d’études et de design Concept et Forme, est créée en 1983 par Gérard Pitance et Benoît Lafontaine. Stûv renvoie phonétiquement à la fois au mot « Stoof » en néerlandais et « Stoûve » en wallon, c’est-à-dire poêle. Concept et Forme, qui deviendra Stûv, développe d’abord sa notoriété avec la production de poêles à bois, avant de se diversifier avec des produits au gaz et au pellet.
En 2006, l’entreprise installe son unité de production des foyers sur son site de Bois-de-Villers.
En 2008, Concept et Forme poursuit son expansion en installant à Floreffe son pôle Recherche et Développement, avant de prend le nom de Stûv l’année suivante.
En 2014, Stûv reprend l'entreprise néerlandaise de poêles à gaz Tulp,.
En 2016, Stûv rachète la société belge Ulis Design, située à Thuin et spécialisée dans la production de pièces de tôlerie et de précision,. L’opération cherche à « intégrer le savoir-faire industriel de Ulis Design pour la fabrication des composants des foyers Stûv ».
La même année, la société crée la filiale Stûv America et ouvre une usine d’assemblage à Bromont, au Québec,,.
En 2019, Stûv met un terme à ses activités de production et de commercialisation de produits au gaz pour se concentrer sur des produits en biomasse, bois et pellets. L'entreprise s'appuie aujourd’hui sur un réseau de distribution d'envergure internationale, s'étendant à plus de 15 pays (estimation – 2023).

## Produits et innovation
En 2023, Stûv produit en moyenne 15000 foyers au bois et pellets par an, dont 80% destinés à l’exportation.
Trois usines en Belgique, à Bois de Villers, Thuin et Floreffe, et une à Bromont – Québec, pour sa filiale canadienne attribuent une forte dimension locale à la fabrication des produits,.
L’entreprise déclare consacrer 5% du chiffre d’affaires à la Recherche et Développement, en mettant un accent particulier sur l'amélioration de l'efficacité énergétique et la réduction des polluants.
Stûv a eu recours au supercalculateur Tier-1 (High Performance Computing System) pour modéliser son premier poêle à pellets, le Stûv P-10, qui affiche des rejets de polluants 20 fois inférieurs au seuil européen autorisé.
Dans un article présentant les résultats d’un test réalisé en amont de la mise en œuvre de la nouvelle norme européenne spécifique aux poêles à pellets, Test Achats met en exergue, pour le P-10, l’« absence totale de particules fines ».
Entre 2018 et 2023, l’entreprise développe avec l’Université de Namur un filtre catalytique visant à éliminer la quasi-totalité des émissions potentiellement nocives de ses poêles à bois.
L’engagement en faveur de l’innovation se manifeste également au niveau du design, et de l’identité visuelle, où une approche minimaliste a souvent été privilégiée,.

## Récompenses
La série des poêles à bois Stûv 30-compact reçoit en 2012 le label écologique Nordic Swan, à la suite de tests concluant les émissions de particules fines de ces poêles étaient inférieures de moitié aux limites fixées par la réglementation norvégienne.
En 2015, le modèle Stûv 30-compact H, un poêle à bois avec accumulation de chaleur est récompensé par le Vesta Award américain dans la catégorie 'Wood Products' qui honore les produits innovants en termes de design, de technologie et de durabilité,.
Le poêle P-10, premier poêle à pellets de Stûv, a été distingué par un Red Dot Award dans la catégorie 'design de produit', et décerné par le centre du Design de Rhénanie-du-Nord lors d’une cérémonie tenue le 4 juillet 2016 à Essen,.

## Affiliations
Stûv fait partie de l’association professionnelle BIOENERGY Europe (anciennement AEBIOM ou association européenne de la biomasse), basée à Bruxelles et qui chapeaute l’European Pellet Councel (EPC).